# HMS Dauntless (D33)
HMS «Дондлесс» (D33) (англ. HMS Dauntless (D33)) — ракетний есмінець, другий в серії з шести есмінців типу 45 Королівського військово-морського флоту Великої Британії, є п'ятим кораблем британського флоту, що носить назву «Dauntless» («Безстрашний»).

## Будівництво
Контракт на будівництво був підписаний в грудні 2000 року. Будівництво есмінця було розпочато на компанії BAE Systems Naval Ships на корабельні в Гован (Govan) на річці Клайд.
Закладка кіля під будівельним номером 1062 відбулася 28 серпня 2004 року. 23 січня 2007 року було спущено на воду. 14 листопада 2008 року вийшов на заводські ходові випробування. 2 грудня 2009 року вперше прибув в Портсмут, а 3 грудня 2009 року був офіційно переданий замовнику — Міністерству оборони. 3 червня 2010 був офіційно введений в експлуатацію. 16 листопада 2010 року прийнято на озброєння в Королівський флот.

## Бойова служба

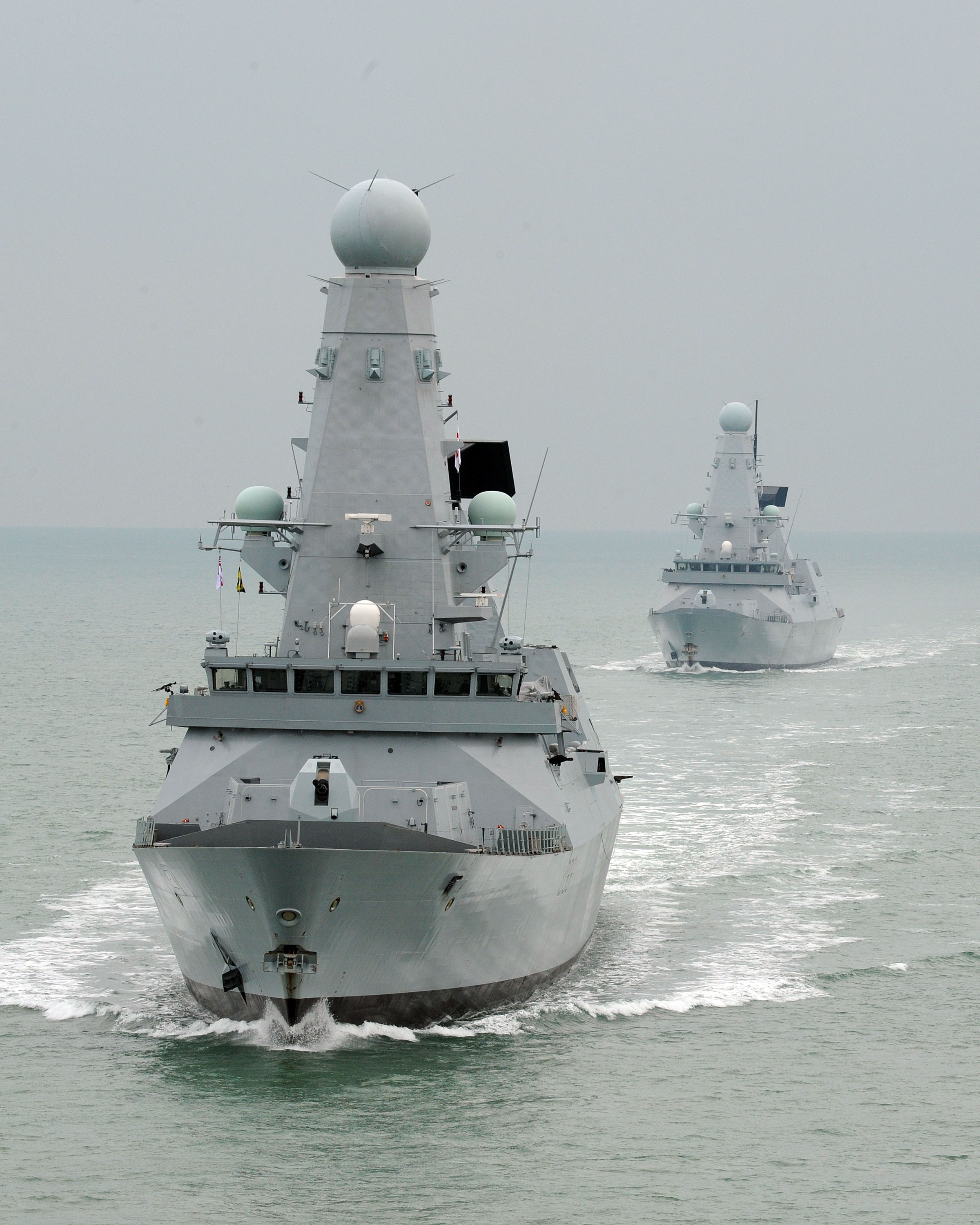
HMS Dauntless (попереду) і HMS Daring на маневрах біля острова Уайт. 2010 рік.

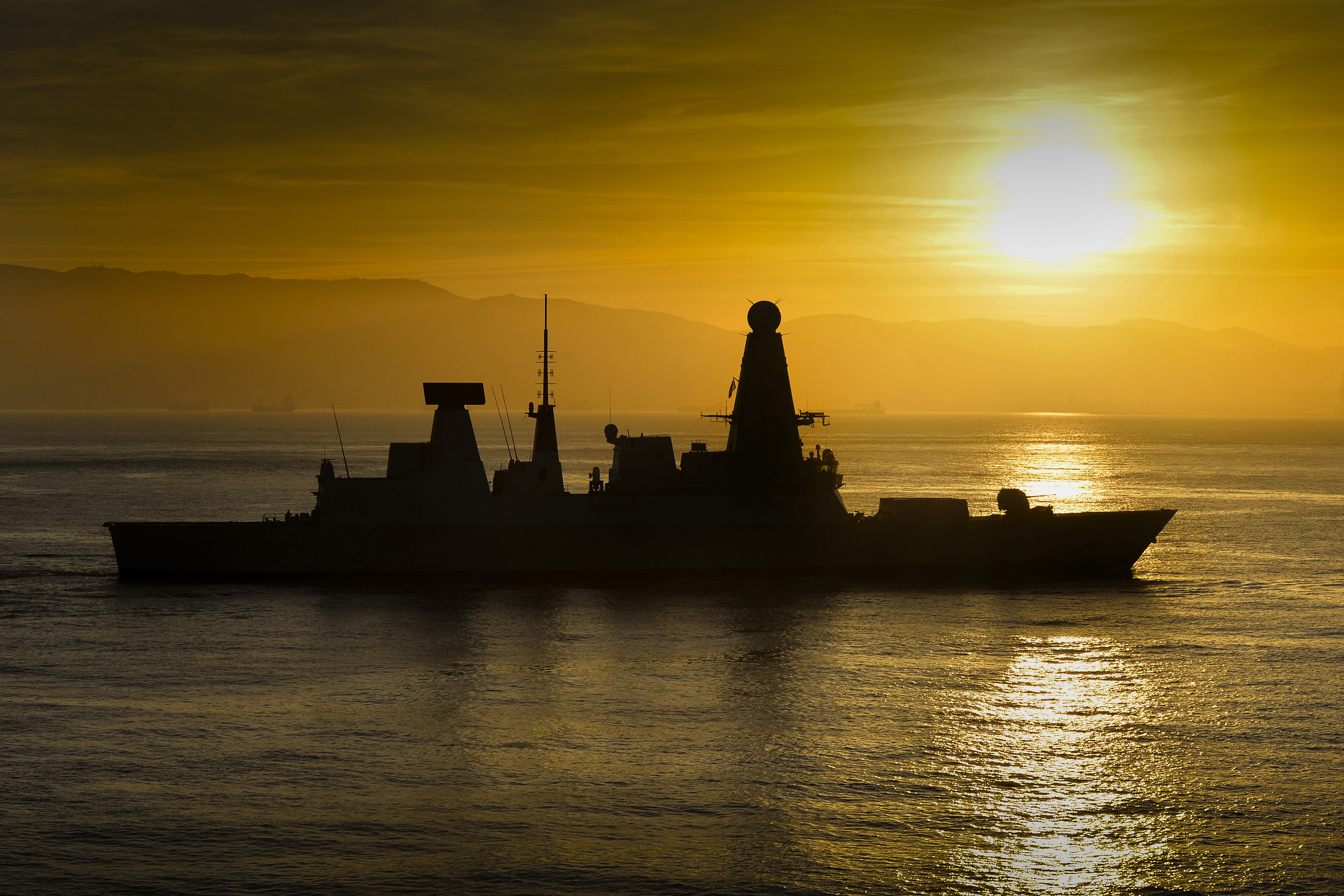
На шляху до Гібралтара (2015).

У травні 2011 року взяв участь в навчаннях «Саксонський воїн», кульмінацією якого стали щотижневі навчання Королівського флоту, «Війна в четвер».
У червні 2011 року здійснив трансатлантичний перехід в Норфолк, штат Вірджинія, США, і взяв участь у військово-морському навчанні «FRUKUS-2011», в якому взяли участь також військові кораблі Росії, Франції, США та Великої Британії.
У вересні 2011 року есмінець вперше відвідав Лондон.
У січні 2012 року було оголошено про те, що есмінець «Dauntless» («Безстрашний») був розгорнутий в регіоні Південної Атлантиці і замінив HMS «Montrose», був розміщений біля Фолклендських островів, куди есмінець відправився на початку квітня 2012 року.
15 травня 2015 роки повернувся додому в Портсмут.
У 2015 році Dauntless був спрямований на Близький Схід з невеликою затримкою для участь в столітті Дарданелльської операції. Були проведені антипіратські патрулі, а також супровід авіаносця ВМС США USS Carl Vinson (CVN-70), який брав участь в авіаудари проти «Ісламської держави». У листопаді 2015 року Dauntless брав участь з іншими кораблями протиповітряної оборони НАТО в операції «Демонстрація в морі» по боротьбі проти балістичних ракет.
З квітня 2016 корабель використовувався в якості інженерного навчального судна в очікуванні ремонту.

## Модернізація есмінця
В травні 2020 року есмінець прибув на корабельню Кеммел Лейерд (Беркенгед) для проведення модернізації енергетичної установки.
Це перший есмінець класу Type 45 Королівського ВМФ Великої Британії, який пройде модернізацію енергетичної установки по програмі Project Napier. В рамках проекту передбачається замінити два дизельні генератори Wärtsilä 12V200 на три більш надійних дизельних генератори.
Загалом вартість робіт по програмі Project Napier складатиме 346,7 млн доларів Дизельні генератори разом із двома газотурбінними двигунами Rolls-Royce WR-21 виробляють електроенергію, яка живить як два електродвигуни (по 20 мегават кожен) із гребними гвинтами так і бортові системи корабля. Ненадійність дизельних генераторів типу Wärtsilä 12V200 призводила до повної зупинки есмінців Type 45 в морі через вихід із ладу енергетичної установки.
Такі випадки відбувалися в листопаді 2010 і квітні 2012 із есмінцем HMS Daring, в лютому 2014 із есмінцем HMS Dauntless і в листопаді 2016 із есмінцем HMS Duncan.Очікується, що HMS Dauntless пройде модернізацію енергетичної установки до кінця 2021 року.